# Flughafen Karlsbad

i8
i11
i13
Der Flughafen Karlsbad (tschechisch Letiště Karlovy Vary, englisch Airport Karlovy Vary, IATA-Code: KLV, ICAO-Code: LKKV) ist der internationale Verkehrsflughafen der tschechischen Stadt Karlsbad.

## Geschichte
Die Planungen für den Karlsbader Flughafen wurden in den 1920er Jahren aufgenommen. 1925 stellte die Karlsbader Stadtverwaltung die Notwendigkeit einer Luftverbindung zu anderen Städten im In- und Ausland fest. Zur gleichen Zeit wurde mit der Marienbader Stadtverwaltung kooperiert, die die Planungen für einen Flughafen aufnahm. Zusammen planten beide Städte die Verbindung Marienbad – Karlsbad – Chemnitz – Leipzig – Berlin.
1927 wurde ein Standort bei Olšová Vrata ausgewählt. Nach dem Erwerb des Landes und der Siedlungen übernahm das Ministerium für öffentliche Arbeiten 1929 die Vorarbeiten. Die Kosten dafür lagen bei einer Million Kronen. Unter anderem wurde auf der Ebene Gras gesät. Die präparierte Fläche hatte die Form eines Trapezes und war 40 Hektar groß. 1930 wurde ein Hangar-Projekt präsentiert, dessen Autor der Akademiker Stanislav Bechyne war. Eine Studie des Hauptgebäudes wurde von dem aus Karlsbad stammenden Architekten Rudolf Weise erstellt. Allerdings wurde das Projekt aus unbekannten Gründen abgelehnt. Im Oktober 1931 wurde die aus Prag stammende Firma des Ingenieurs Jan Blazek mit der Ausarbeitung eines neuen Projekts beauftragt. Die folgende Konstruktion wurde von dem Ingenieur Antonin Brebera erstellt, die Bauaufsicht übernahm der Ingenieur Frantisek Solveter. Am 15. Mai 1932 wurde die erste Verbindung von Prag über Marienbad nach Karlsbad eröffnet. In den folgenden Jahren entwickelte sich der Flughafen positiv. Im europäischen Flughafennetzwerk wurde er immer wichtiger. 1936 gab es unter anderem bei Flügen von Prag nach Amsterdam, Berlin, Belgrad, Budapest und Wien Zwischenstopps in Karlsbad. In den Jahren 1937 und 1938 gab es Inlandsflüge in elf Städte der Tschechoslowakei. Während der deutschen Besatzung und des Zweiten Weltkriegs wurde auf dem Flughafen von der deutschen Luftwaffe eine Schule für Jagdpiloten eingerichtet. Am Ende des Krieges wies er schwere Beschädigungen auf.
Nach dem Krieg wurde der Flughafen schnell wieder instand gesetzt, sodass er 1946 den Betrieb aufnehmen konnte. Die erste saisonale Linienverbindung führte von Prag nach Karlsbad und zurück; dabei wurden Junkers Ju 52, Siebel-Flugzeuge und später auch Douglas DC-3 eingesetzt.
1952 erfolgte der Bau einer 2150 Meter langen Start- und Landebahn aus Beton. Anschließend wurde der komplette Flughafen saniert, modernisiert und ausgebaut. Am 15. Oktober 1960 konnte der Betrieb wieder in vollem Umfang aufgenommen werden. Es gab danach Linienflüge nach Brünn, Ostrava, Košice und Berlin-Schönefeld. Dabei wurden hauptsächlich Iljuschin Il-14 eingesetzt. 1965 bauten die Flughafenangestellten ein Funkfeuer auf einem Hügel in der Nähe von Struzna. Im gleichen Jahr konnte ein ganzjähriger Flugverkehr aufgenommen werden. Durch die steigenden Passagierzahlen wurde die Eröffnung einer Reiseagentur in Karlsbad möglich. Der Aufschwung erreichte im Jahr 1978 seinen Höhepunkt. Es gab sechs tägliche Flüge und es wurden 50.000 Passagiere transportiert. Anschließend folgte ein unter anderem durch hohe Flugpreise verursachter Niedergang. Die Passagierzahlen sanken um 74 %, ein Großteil der Linienflüge wurde eingestellt. Ab 1981 gab es nur noch Flüge nach Prag. Von da an drohte dem Flughafen die Schließung. Außerdem wurden teure Reparaturen nötig. In den Jahren 1984 und 1985 wurde im Rahmen der Sanierung der Start- und Landebahn auf dieser eine Asphaltschicht aufgebracht.
Seit 1989 hat der Flughafen wieder den Status eines internationalen Flughafens. Nach der politischen Wende stieg das Interesse am Flughafen wieder und es wurden Planungen für eine umfassende Modernisierung aufgenommen. Ende 2005 begann die erste Modernisierungsetappe mit dem Aufbringen einer tragfähigeren Oberfläche auf der 2150 Meter langen Start- und Landebahn. Die zweite Etappe im Jahr 2006 beinhaltete ein Beleuchtungs- und Signalsystem. Dadurch konnte die Flugsicherheit in dem zerklüfteten Gelände, das den Flughafen umgibt, verbessert werden. Am 20. Mai 2009 wurde die rund dreijährige Modernisierungsphase mit der feierlichen Eröffnung des neuen Terminals beendet. Für die Modernisierung wurden 300 Millionen Kronen, umgerechnet rund 11,5 Millionen Euro, ausgegeben. Ein Großteil des Passagieraufkommens entsteht durch Flüge nach Russland. Infolge der US- und EU-Sanktionen gegen Russland gingen die Passagierzahlen jedoch 2014 im Vergleich zu 2013 um fast ein Fünftel zurück.

## Lage und Verkehrsanbindung
Der Flughafen Karlsbad liegt im Karlsbader Ortsteil Olšová Vrata etwa 4,5 km südöstlich des Stadtzentrums. Er ist über die Autobahn D 6 (Ausfahrt Olšová Vrata) mit dem Auto zu erreichen. Aus der Innenstadt von Karlsbad verkehrt zudem die Stadtbuslinie 8.

## Ausstattung
Der Flughafen verfügt über eine 2150 m lange Start- und Landebahn und kann daher mit mittelgroßen Flugzeugen der Boeing 737- oder Airbus-A320-Familien angeflogen werden. Zwischen 2005 und 2009 wurde der Flughafen umfassend modernisiert, wobei 2009 ein neues Terminal eröffnet wurde.

## Fluggesellschaften und Ziele
In der Vergangenheit bestand eine Linienflugverbindung von Pobeda mit Moskau-Wnukowo. Auch die Fluggesellschaft Germania flog im Frühjahr 2017 zweimal wöchentlich von Düsseldorf nach Karlsbad. Die Verbindung wurde jedoch aufgrund zu schwacher Nachfrage eingestellt.

## Verkehrszahlen
| Jahr | Passagiere | Flugbewegungen |
| ---- | ---------- | -------------- |
| 2024 | 37.990     | 17.894         |
| 2023 | 13.855     | 14.337         |
| 2022 | 6.946      | 10.892         |
| 2021 | 606        | 8.029          |
| 2020 | 17.248     | 15.732         |
| 2019 | 62.434     | 7.736          |
| 2018 | 45.003     | 5.480          |
| 2017 | 21.404     | 5.702          |
| 2016 | 25.235     | 5.008          |
| 2015 | 51.780     | 5.816          |
| 2014 | 85.596     | 5.824          |
| 2013 | 104.469    | 5.342          |
| 2012 | 103.682    | 5.826          |
| 2011 | 99.014     | 6.891          |
| 2010 | 70.903     | 6.936          |
| 2009 | 68.369     | 7.632          |
| 2008 | 81.720     | 5.575          |
| 2007 | 64.641     | 6.801          |
| 2006 | 34.975     | 5.111          |
| 2005 | 37.313     | 7.865          |
| 2004 | 38.704     | 6.617          |
| 2003 | 25.805     | 5.428          |
| 2002 | 19.168     | 3.630          |
| 2001 | 21.748     | 3.398          |
| 2000 | 19.919     | 4.285          |
| 1999 | 17.885     | 5.568          |
| 1998 | 12.623     | 4.829          |
| 1997 | 7.435      | 5.713          |
| 1996 | 4.233      | 5.069          |
| 1995 | 1.186      | 3.222          |
| 1994 | 1.243      | 3.967          |
| 1993 | 1.573      | 2.918          |
| 1992 | 1.468      | 2.130          |
| 1991 | 1.328      | 2.000          |

## Bilder

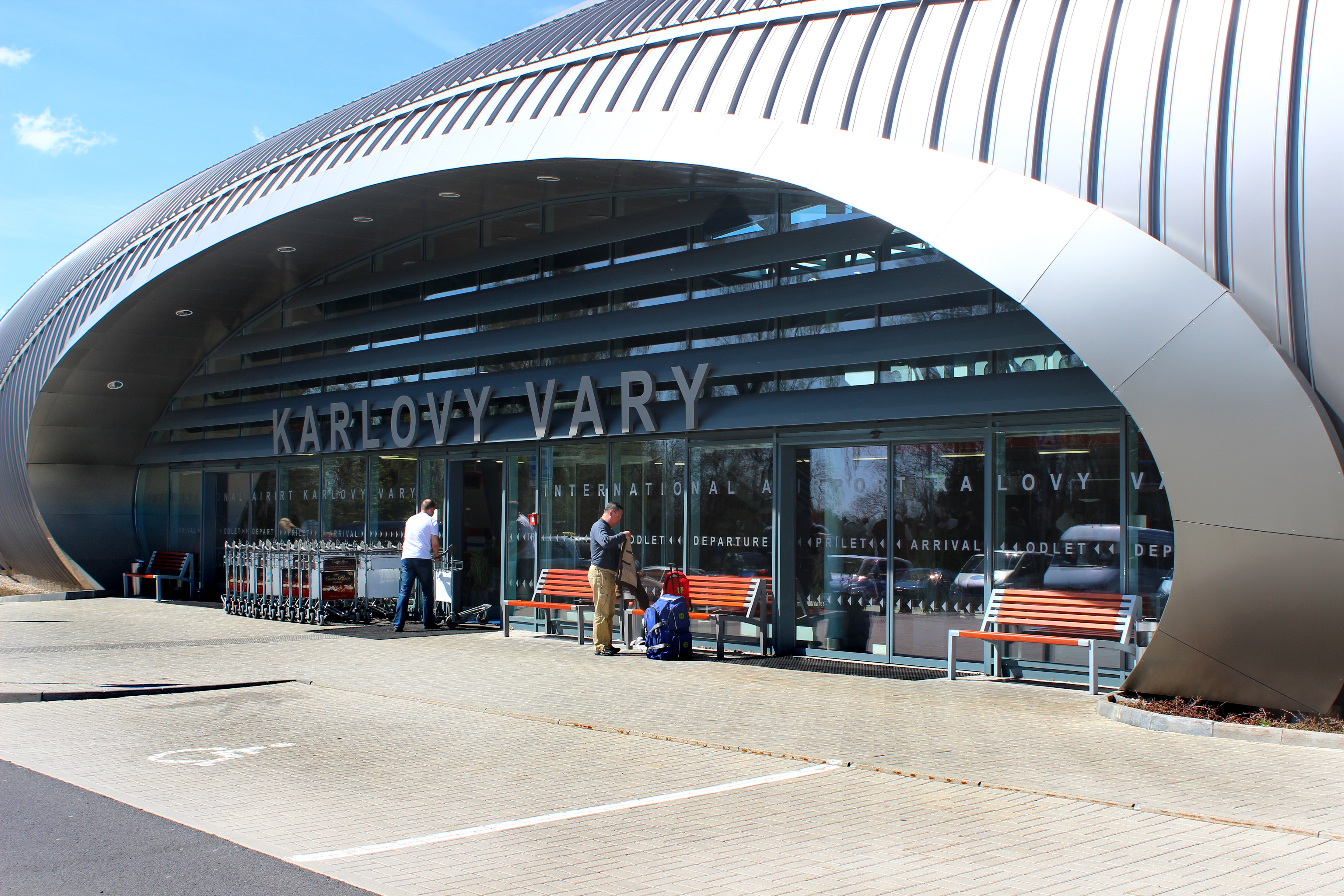
Der Eingang
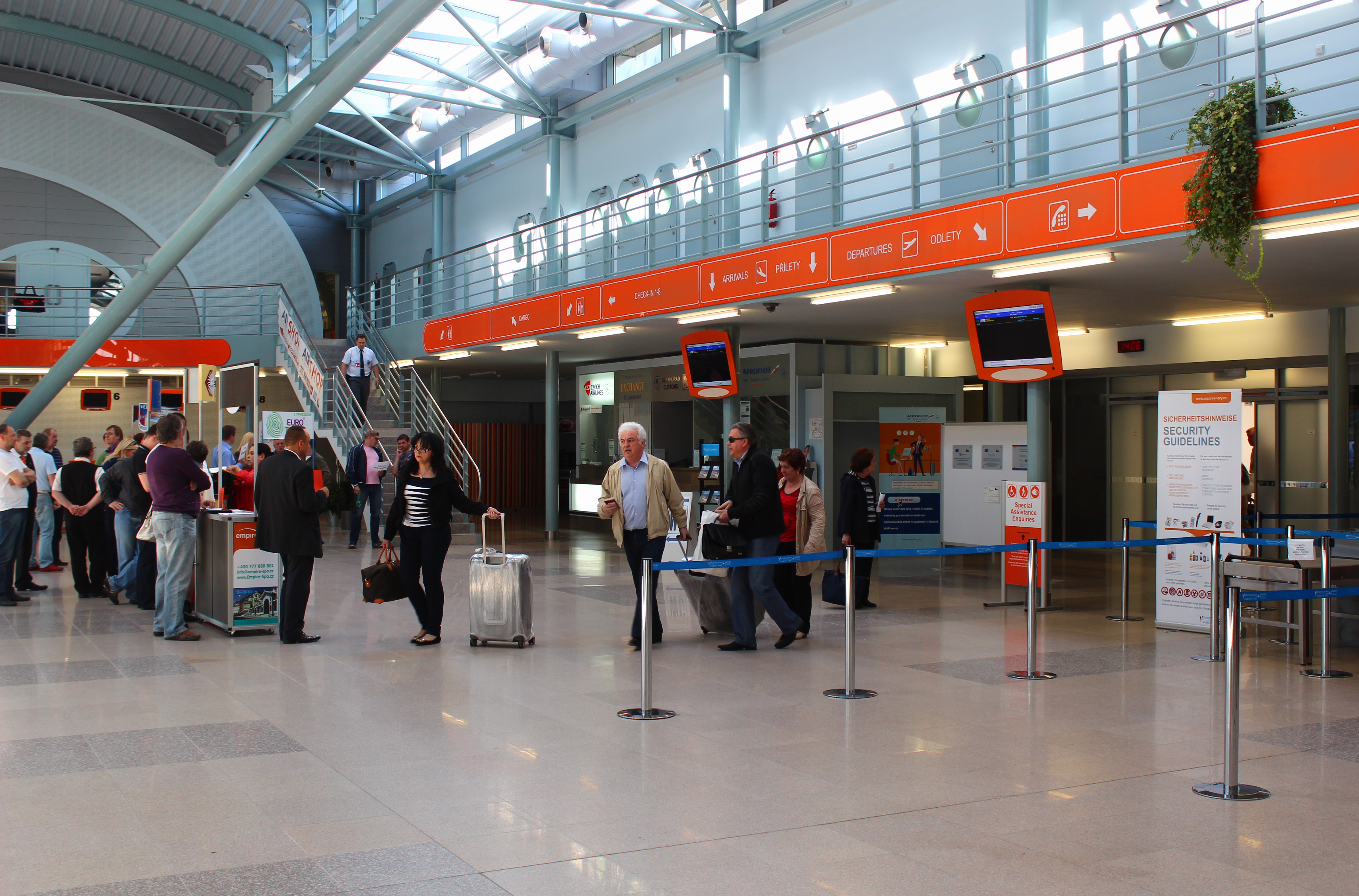
Die Halle